# Миргалимов, Хафиз Гаязович
Хафиз Гаязович Миргалимов (тат. Хафиз Гаяз улы Миргалимов; род. 14 августа 1954, с. Беркет-Ключ, Черемшанский район, Татарская АССР, РСФСР, СССР) — российский государственный и политический деятель. Депутат Государственного Совета Республики Татарстан четырёх созывов (с 24 марта 2004), один из старейших в Татарстане ветеранов коммунистического движения, один из лидеров системной оппозиции в республике, первый секретарь комитета Татарстанского регионального отделения Коммунистической партии Российской Федерации /ТРО КПРФ/ (с августа 2004).

## Биография
Родился 14 августа 1954 года в с. Беркет-Ключ Черемшанского района Татарской АССР. 
В 1972—1974 годах проходил срочную службу в вооружённых силах СССР.  

### Образование
Высшее: Казанский государственный университет им. В. И. Ульянова-Ленина, специальность «научный коммунизм» (1976—1981).

### Профессиональная деятельность
- 1981—1983 гг. — секретарь комсомольской организации треста «Камдорстрой» (г. Набережные Челны).
- 1983—1984 гг. — заместитель начальника конторы материально-технического снабжения треста «Камдорстрой» (г. Набережные Челны).
- 1984—1990 гг. — инструктор организационного отдела Комсомольского райкома КПСС г. Набережные Челны.
- 1990—1991 гг. — заведующий отделом по организационно-партийной работе Комсомольского райкома КПСС г. Набережные Челны.
- 1991—1992 гг. — инструктор организационного отдела исполкома Городского Совета народных депутатов г. Набережные Челны.
- 1992—1993 гг. — директор подсобного хозяйства «Приволье» (г. Набережные Челны).
- 1993—1994 гг. — экономист по договорной и претензионной работе ПКП «Электроника» (г. Набережные Челны).
- 1994—2002 гг. — экономист второй категории по договорной и претензионной работе юридического отдела, затем заместитель начальника — руководитель группы фондов ОСОТиСУ, ведущий экономист, начальник фондового отдела ОАО «Челныгорстрой» (г. Набережные Челны).
- 2003 г. — ведущий специалист по ценным бумагам ОАО «ССК «Челныгорстрой» (г. Набережные Челны).
- 2003—2005 гг. — ведущий специалист по ценным бумагам ООО «Челныгорстрой» (г. Набережные Челны).
- 2005—2009 гг. — депутат Государственного Совета Республики Татарстан, работающий на профессиональной постоянной основе, член Комитета Государственного Совета Республики Татарстан по экологии, природным ресурсам и землепользованию.
- 2009—наст.вр. — депутат Государственного Совета Республики Татарстан, работающий на профессиональной постоянной основе, заместитель председателя Комитета Государственного Совета Республики Татарстан по государственному строительству и местному самоуправлению.

### Общественная и политическая деятельность

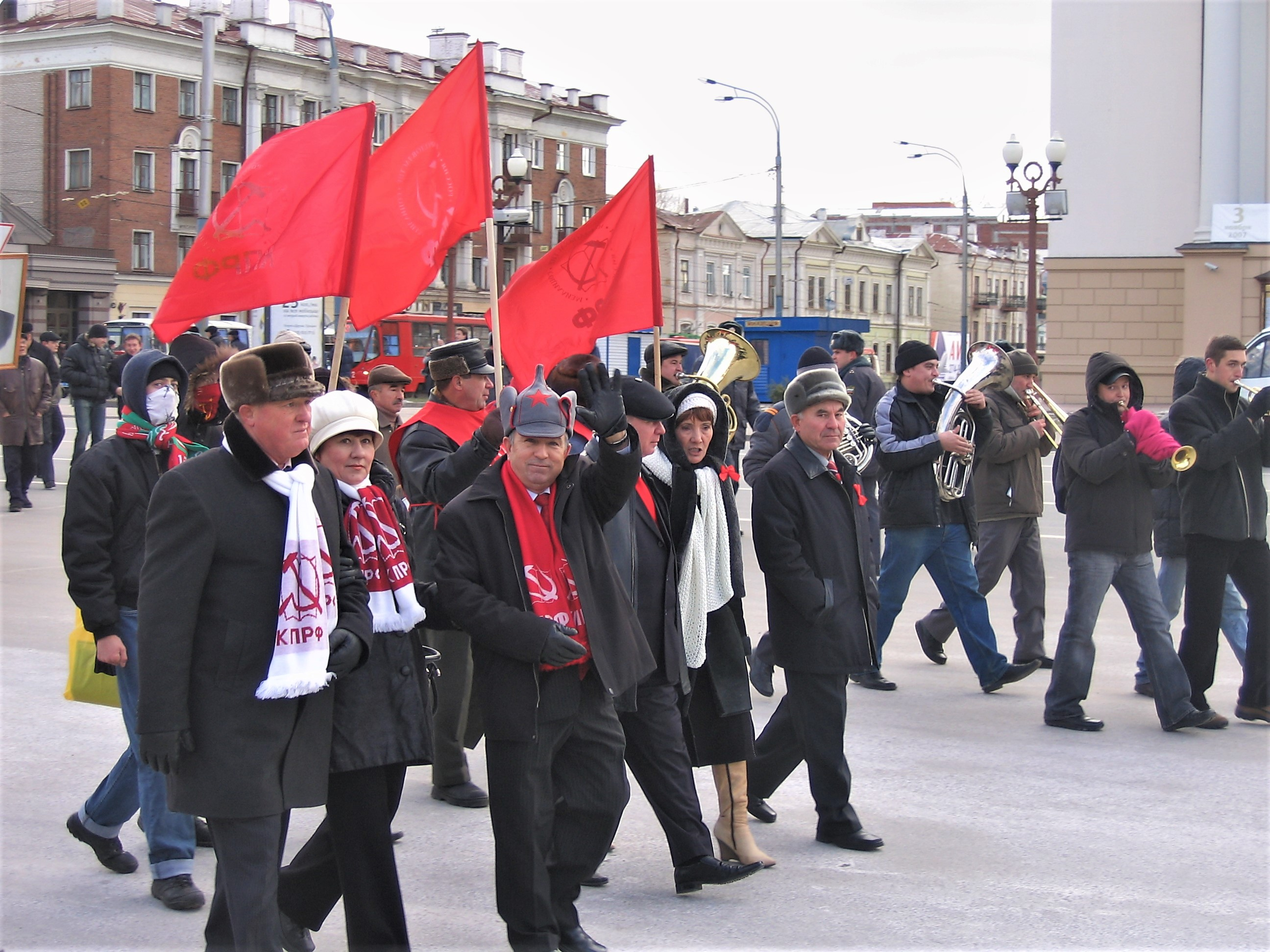
Хафиз Миргалимов (машет рукой) на ноябрьской демонстрации в Казани, 2007 год

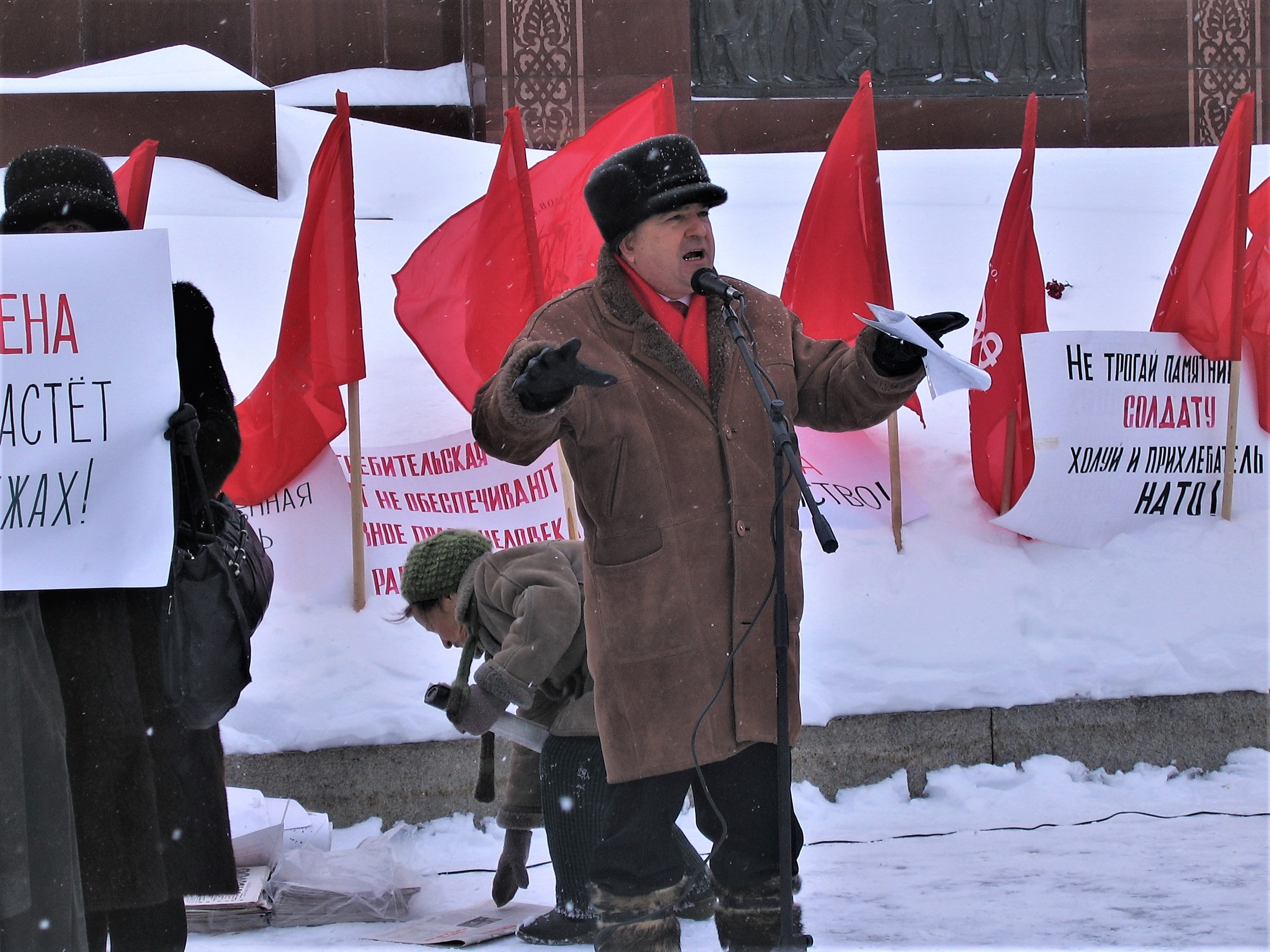
Хафиз Миргалимов выступает на митинге КПРФ в Казани, 2008 год

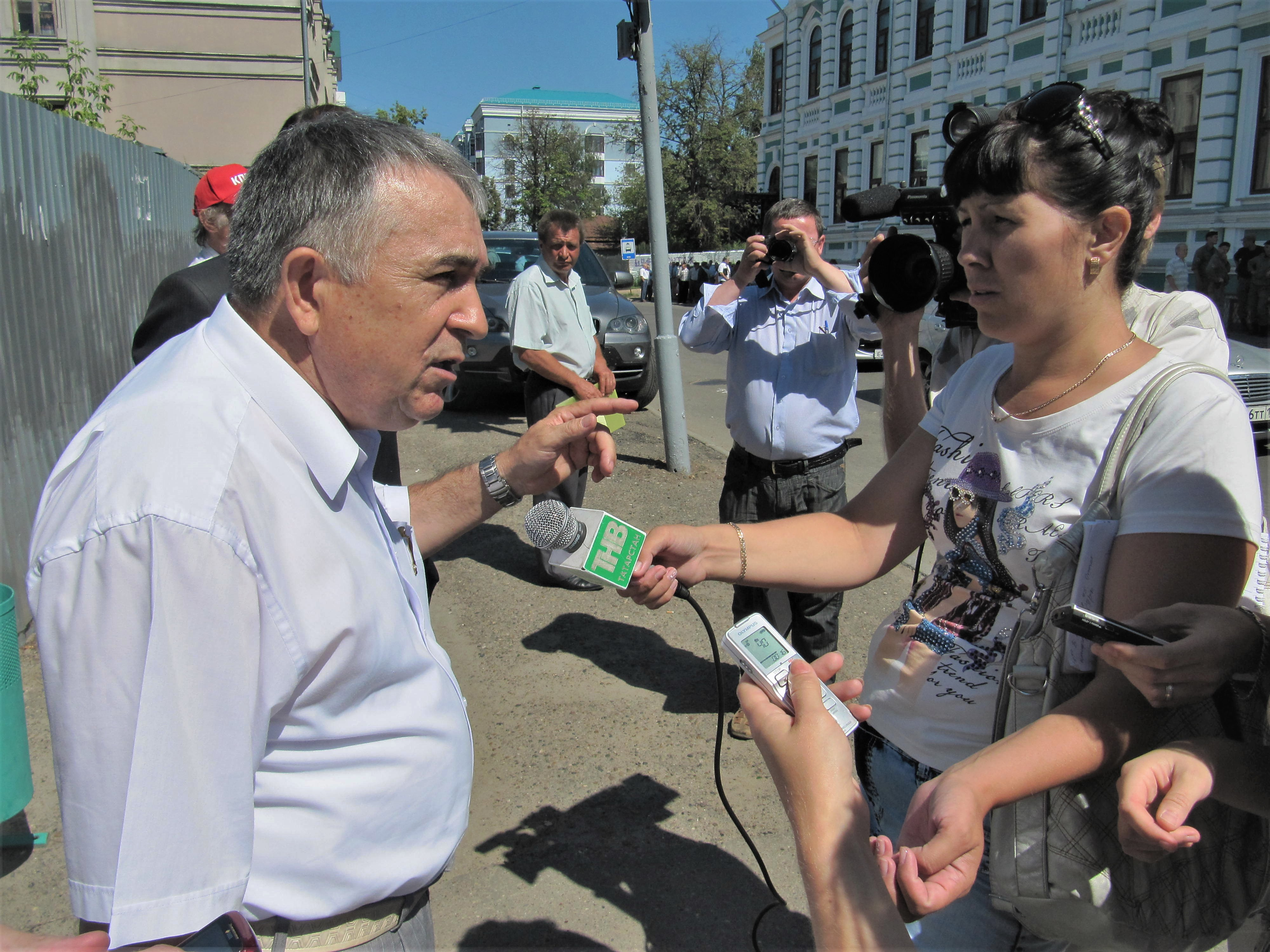
Хафиз Миргалимов даёт интервью телеканалу «ТНВ», 2011 год

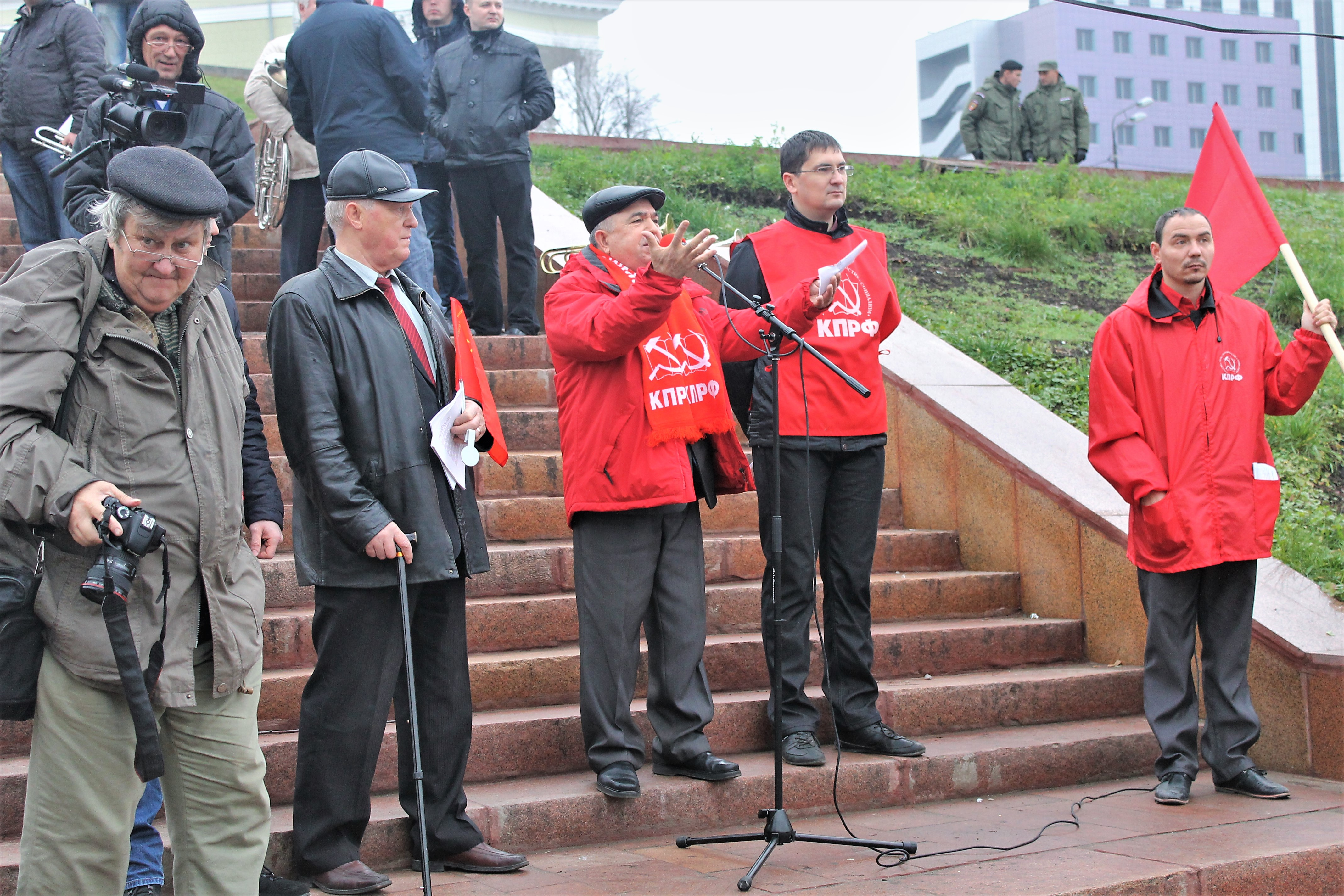
Хафиз Миргалимов выступает на митинге КПРФ в Казани, 2013 год

В 1983—1991 годах являлся членом КПСС. 
С 1991 года является членом Организации коммунистов Республики Татарстан (ОКРТ), преобразованной в 1993 году в Коммунистическую партию Республики Татарстан (КПРТ), в 2002 году — в Татарстанское региональное отделение Коммунистической партии Российской Федерации (ТРО КПРФ). 
В 1993—1999 годах являлся первым секретарём Комсомольского райкома КПРТ г. Набережные Челны; в 1999—2005 годах — первым секретарем Набережно-Челнинского городского комитета КПРТ (с 2002 года — КПРФ).
С 1993 года — член республиканского комитета (рескома) КПРТ (ТРО КПРФ), с 1999 года — член бюро рескома КПРТ (ТРО КПРФ). 
В 2004 году в условиях раскола КПРФ на сторонников В. И. Тихонова и Г. А. Зюганова поддержал последнего, в результате чего в июле этого же года был назначен исполняющим обязанности первого секретаря рескома ТРО КПРФ. С августа 2004 года бессменно занимает должность первого секретаря рескома ТРО КПРФ. 
С 2004 года — член Центрального комитета КПРФ. 
В 2006—2007 годах также являлся первым секретарём Казанского горкома КПРФ. 

#### Участие в избирательных кампаниях
Принимал участие в качестве кандидата, как минимум, в 14 избирательных кампаниях: в шести — в Государственную Думу (1999, 2003, 2007, 2011, 2016, 2021); в пяти — в Государственный Совет Республики Татарстан (2004, 2009, 2014, 2019, 2024); дважды — в выборах президента / раиса Республики Татарстан (2015, 2025); как минимум, один раз — в выборах в местные представительные органы власти (1989).
В 1989 году выдвигался кандидатом в депутаты Комсомольского районного Совета народных депутатов г. Набережные Челны, но по итогам голосования депутатом избран не был.
В 1999 году выдвигался от КПРФ кандидатом в депутаты Государственной Думы третьего созыва по Набережно-Челнинскому одномандатному округу № 24. Депутатом избран не был: имея шесть соперников, занял 4-е место (11,36 %).
В 2003 году выдвигался от КПРФ кандидатом в депутаты Государственной Думы четвёртого созыва: по федеральному списку партии в составе Республиканской региональной группы (Башкортостан, Марий Эл, Татарстан, Удмуртия) под № 12, а также по Набережно-Челнинскому одномандатному округу № 25. Депутатом избран не был; в одномандатном округе, имея шесть соперников, занял 4-е место (7,18 %). 
В 2004 году выдвигался от ТРО КПРФ кандидатом в депутаты Государственного Совета Республики Татарстан третьего созыва: по республиканскому партийному списку под № 4, а также по Комсомольскому одномандатному округу № 18 (г. Набережные Челны). По итогам голосования избран депутатом по партийному списку. В одномандатном округе, имея восемь соперников, занял 4-е место (9,48 %). 
В 2007 году выдвигался от КПРФ кандидатом в депутаты Государственной Думы пятого созыва по федеральному списку партии в составе Региональной группы № 13 (Татарстан — Московская, Татарстан — Центральная) под № 2. Депутатом избран не был. 
В 2009 году выдвигался от ТРО КПРФ кандидатом в депутаты Государственного Совета Республики Татарстан четвёртого созыва по республиканскому партийному списку под № 2. По итогам голосования избран депутатом.
В 2011 году выдвигался от КПРФ кандидатом в депутаты Государственной Думы шестого созыва по федеральному списку партии в составе Региональной группы № 16 (Татарстан — Московская, Татарстан — Центральная) под № 3. Депутатом избран не был.
В 2014 году выдвигался от ТРО КПРФ кандидатом в депутаты Государственного Совета Республики Татарстан пятого созыва лидером республиканского партийного списка. По итогам голосования избран депутатом.
В 2015 году выдвигался от ТРО КПРФ кандидатом в президенты Республики Татарстан. По итогам голосования занял 2-е место (2,56 %).  
В 2016 году выдвигался от КПРФ кандидатом в депутаты Государственной Думы седьмого созыва: по федеральному списку партии в составе Региональной группы № 12 (Татарстан, Ульяновская область) под № 3, а также по Московскому одномандатному округу № 27. Депутатом избран не был; в одномандатном округе, имея шесть соперников, занял 2-е место (11,81 %).  
В 2019 году выдвигался от ТРО КПРФ кандидатом в депутаты Государственного Совета Республики Татарстан шестого созыва лидером республиканского партийного списка. По итогам голосования избран депутатом.
В 2021 году выдвигался от КПРФ кандидатом в депутаты Государственной Думы восьмого созыва по федеральному списку партии в составе Региональной группы № 12 (Татарстан) под № 2. Депутатом избран не был.
В 2024 году выдвигался от ТРО КПРФ кандидатом в депутаты Государственного Совета Республики Татарстан седьмого созыва лидером республиканского партийного списка. По итогам голосования избран депутатом.
В 2025 году выдвинут ТРО КПРФ и зарегистрирован кандидатом в раисы Татарстана. Выборы пройдут 14 сентября 2025 года.

#### Депутат Государственного Совета Республики Татарстан третьего – седьмого созывов (2004—2029)
С 2004 года является депутатом Государственного Совета РТ на протяжении четырёх созывов подряд. С 2005 года работает на профессиональной постоянной основе. 
В составе Государственного Совета РТ третьего созыва (2004—2009) являлся членом Комитета по экологии, природным ресурсам и землепользованию. С 2009 года в составе Государственного Совета РТ четвёртого, пятого, шестого и седьмого созывов бессменно занимает должность заместителя председателя Комитета по государственному строительству и местному самоуправлению.
Являясь депутатом Государственного Совета РТ третьего созыва (2004—2009), Хафиз Миргалимов изначально был членом фракции КПРФ. После того, как летом 2004 года в ходе раскола КПРФ трое из четырёх членов фракции — А. И. Салий, Р. Г. Садыков, Н. К. Столярова — поддержали антизюгановскую внутрипартийную оппозицию, Миргалимов как единственный член фракции, сохранивший верность Г. А. Зюганову, был исключён из её состава. В 2005 году было принято постановление Президиума ЦК КПРФ, признавшее Миргалимова единственный представителем КПРФ в Государственном Совете РТ третьего созыва (А. И. Салий, Р. Г. Садыков и Н. К. Столярова к тому времени были исключены из партии). С 2009 года Миргалимов является бессменным руководителем фракции КПРФ в Государственном Совете РТ.        

## Критика
На протяжении многих лет руководства ТРО КПРФ Хафиз Миргалимов неоднократно подвергался критике со стороны различных групп внутри партии.
В 2009 году, после выборов в Государственный Совет Республики Татарстан четвёртого созыва, ряд представителей внутрипартийной оппозиции (Т. И. Гурьева, Н. Н. Максимов, В. В. Годяев и др.) обвинили Миргалимова в протаскивании по партийном списку в депутаты двух «представителей буржуазии» из Набережных Челнов — директора ряда консалтинговых фирм Л. И. Иванова и соучредителя ООО «ДСК» Р. Ф. Нурутдинова. Данное обвинение сопровождалось подозрениями в том, что эти лица якобы подкупили Миргалимова, чтобы тот обеспечил их включение в партийный список на проходные места.

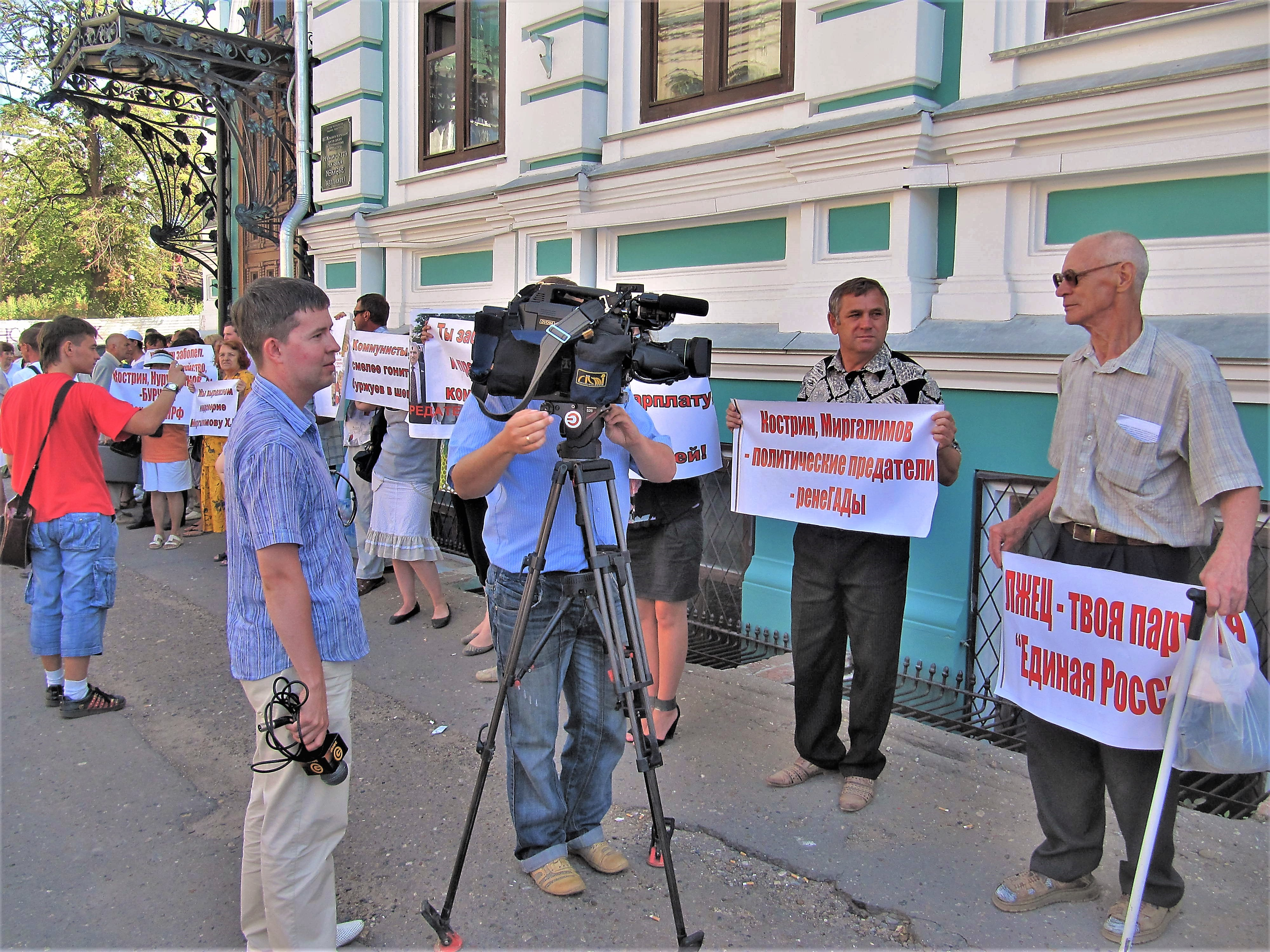
Протестный пикет коммунистов Казани против Хафиза Миргалимова, 2011 год

В 2011 году в ТРО КПРФ произошёл раскол, в ходе которого из партии вышла группа активистов (Т. И. Гурьева, А. Р. Валиев, Н. Н. Максимов, А. В. Буторин и др.) и часть местных парторганизаций. Оппоненты обвинили руководителя ТРО КПРФ в союзе с «буржуями», слабом организационно-политическом руководстве, порочном стиле работы.  
В 2012 году Центральной контрольно-ревизионной комиссией КПРФ было возбуждено персональное дело в отношении Хафиза Миргалимова «за невыполнение им программных и уставных требований, нарушение партийной дисциплины и норм морали, демонстративное невыполнение решений центральных контрольных органов КПРФ, а также за действия, наносящие ущерб КПРФ». В документе рекомендовалось Президиуму Центрального комитета партии не рекомендовать Миргалимова для избрания на должность первого секретаря комитета ТРО КПРФ, но Президиум ЦК КПРФ отклонил эту рекомендацию. 
В 2013 году Хафиза Миргалимова обвинили в протекции при продвижении на руководящие должности в ТРО КПРФ предпринимателя с уголовным прошлым Эдуарда Мадирова и «ростовщика» из Набережных Челнов Зинната Хуснуллина.
В последующие годы главным внутрипартийным оппонентом Хафиза Миргалимова стал депутат Государственного Совета РТ (2009—2021), а ныне депутат Государственной Думы Артём Прокофьев. Наиболее громкий конфликтный эпизод в их взаимоотношениях относится к ноябрю 2016 года, когда в помещении фракции КПРФ в здании татарстанского парламента между Миргалимовым и Прокофьевым произошла драка. Конфликт имел межличностный и политический характер, но физически наиболее сильно пострадала помощница Прокофьева Динара Халимдарова.

## Отношения с властью
Несмотря на свой политический статус — лидера регионального отделения крупнейшей оппозиционной партии в Татарстане, в политических кругах республики преобладает мнение, что Хафиз Миргалимов является умеренным  оппозиционером. В «Независимой газете» ещё в 2010 году высказывалось предположение, основанное, впрочем, на слухах, что в 2004 году кандидатура Миргалимова на должность первого секретаря рескома ТРО КПРФ была пролоббирована аппаратом президента Татарстана.     
Предположения об относительной лояльности Миргалимова руководству Татарстана во многом основаны на характере его публичной риторики. Он периодически критикует партию «Единая Россия», временами обвиняет власти в фальсификации выборов, иногда позволяет себе критику в адрес правительства Татарстана и некоторых глав муниципальных районов республики, демонстрируя тем самым оппозиционный настрой, но принципиально избегает критики в адрес раиса РТ (до февраля 2023 года — президента РТ) Рустама Минниханова. 
Более того, Миргалимов регулярно высказывается в поддержку Минниханова, иногда слишком подобострастно, как, к примеру, по итогам выборов президента Татарстана 2020 года: «Наша партия не выдвинула своего кандидата на должность Президента. Мы не видим альтернативы Рустаму Нургалиевичу. Зачем тратить нервы, время, организационные, финансовые и иные возможности? Я думаю, что Рустам Нургалиевич и через пять лет будет работать».
Публичную поддержку Рустаму Минниханову Миргалимов демонстрирует с 2010 года. Тогда вопреки решению КПРФ он открыто поддержал Минниханова в Государственном Совете РТ при утверждении его кандидатуры на должность президента Татарстана. 
При этом Миргалимов регулярно демонстрирует своё критическое отношение к мэру Казани Ильсуру Метшину, из-за чего у него возникали конфликты с прежним руководителем Казанского горкома КПРФ Алексеем Серовым. В 2022 году Миргалимов, обвиняя последнего в слабой работе, заявил: «Метшин не соответствует своим обязанностям. А вы боитесь сказать об этом в глаза».   
В отношении федеральных властей Миргалимов также демонстрирует оппозиционный настрой, критикуя политику правительства России по широкому кругу вопросов. При этом он старается воздерживаться от антипутинских высказываний.

## Отношение к событиям на Украине и в Крыму
Начиная с 2014 года Хафиз Миргалимов проявлял осторожную позицию в отношении оценок событий в Украине и в Крыму, избегая явных пророссийских высказываний.
В июне 2015 года Миргалимова обвиняли в том, что он нигде публично не высказывался о своей позиции по поводу референдума в Крыму 2014 года, а также проигнорировал митинг в Казани по случаю первой годовщины данного события (18 марта 2015). 
В апреле 2022 года Миргалимов голосовал в Государственном Совете Республики Татарстан в поддержку президента России Владимира Путина и вторжения России в Украину. 22 февраля 2023 года он выступил на митинге-концерте в Казани, приуроченном ко Дню защитника Отечества и в поддержку участников вторжения.

## Награды
Государственная награда Российской Федерации:
- Медаль «В память 1000-летия Казани» (2005).

Государственные награды Республики Татарстан:
- Медаль «За доблестный труд» (2014);
- Медаль «За заслуги в развитии местного самоуправления в Республике Татарстан» (2019);
- Медаль «100 лет образования Татарской Автономной Советской Социалистической Республики» (2024).

## Семья
Женат, имеет дочь.